# Грудная и сердечно-сосудистая хирургия (журнал)
Грудна́я и серде́чно-сосу́дистая хирурги́я — авторитетный российский научный медицинский журнал, освещающий актуальные теоретические и организационные вопросы грудной хирургии и смежных специальностей. В журнале публикуются новые разработки вопросов этиологии, патогенеза, клиники, диагностики и лечения хирургических заболеваний сердца и сосудов, легких, органов средостения и диафрагмы, а также работы по трансплантологии. Издание знакомит читателей с последними достижениями в области грудной хирургии, публикует научные обзоры, хронику, информацию о работе кардиологической секции Ассоциации сердечно-сосудистых хирургов, а также информацию о съездах, конференциях и совещаниях по вопросам грудной хирургии, проводимых в России и за рубежом.
В журнале публикуются работы как крупнейших ученых, так и практических врачей, каждый его номер содержит раздел о редких и оригинальных наблюдениях и случаях из практики.
Журнал «Грудная и сердечно-сосудистая хирургия» рассчитан на хирургов, занимающихся грудной хирургией, врачей, изучающих различные нарушения при патологии органов кровообращения, дыхания, при заболеваниях пищевода, диафрагмы и других органов грудной клетки, а также на широкий круг врачей — хирургов, анестезиологов, терапевтов, фтизиатров, рентгенологов и других специалистов в области торакальной патологии.
Входит в Список научных журналов ВАК Минобрнауки России.

## История журнала
Журнал выходит с 1959 года.

## Редколлегия

### Главный редактор
В. С. Савельев — академик РАМН, академик РАН, доктор медицинских наук, профессор, главный хирург Министерства здравоохранения РФ, заведующий кафедрой факультетской хирургии Российского государственного медицинского университета имени Н. И. Пирогова, Герой Социалистического Труда, лауреат государственных премий СССР и России.

### Члены редколлегии
- Бокерия Л. А., доктор медицинских наук, профессор, академик РАМН — редактор
- Гаврилов С. Г., доктор медицинских наук, ассистент — ответственный секретарь
- Ревишвили А. Ш., член-корреспондент РАМН, доктор медицинских наук, профессор — ответственный секретарь
- Бирюков Ю. В., доктор медицинских наук, профессор
- Жданов В. С., доктор медицинских наук, профессор
- Затевахин И. И., академик РАМН, доктор медицинских наук, профессор
- Константинов Б. А., доктор медицинских наук, профессор
- Королёва Н. С., доктор медицинских наук, профессор
- Кротовский Г. С., доктор медицинских наук, профессор
- Миланов Н. О., доктор медицинских наук, профессор,
- Цуман В. Г., доктор медицинских наук, профессор,
- Черноусов А. Ф., академик РАМН, доктор медицинских наук, профессор[2]